# Anacaena bipustulata
Anacaena bipustulata är en skalbaggsart som först beskrevs av Thomas Marsham 1802.  Anacaena bipustulata ingår i släktet Anacaena och familjen palpbaggar. Inga underarter finns listade i Catalogue of Life.